# Bécancour
Bécancour è una città del Canada, nella provincia del Québec. È capoluogo dell'omonima municipalità regionale di contea.